# Nailsworth
Nailsworth è un paese di 7.746 abitanti del Gloucestershire, in Inghilterra.

## Sport
Il paese è sede dei Forest Green Rovers Football Club società calcistica fondata nel 1890 e caratterizzata dai colori sociali verde e nero. Il club disputa le partite casalinghe presso l'impianto polisportivo The New Lawn dove vi è anche lo stadio.